# Riverside (gruppo musicale)
I Riverside sono un gruppo musicale progressive metal formatosi a Varsavia, Polonia.

## Storia del gruppo

### Primi anni,Out of Myself(2001-2005)
I Riverside si formarono il 27 ottobre 2001 grazie all'incontro tra il chitarrista Piotr Grudziński e il batterista Piotr Kozieradzki, entrambi musicisti in gruppi giovanili legati all'heavy metal ma che condividevano la passione per il rock progressivo. Al termine dell'anno fu arruolato in formazione il tastierista Jacek Melnicki, il quale portò nella formazione anche il cantante e bassista Mariusz Duda.
Completata la formazione, il quartetto incise il demo omonimo e lo pubblicò il 15 marzo 2003 in una tiratura limitata a 300 copie. Nel mese di ottobre il gruppo ha annunciato il completamento del primo album Out of Myself e al contempo l'abbandono di Melnicki per ragioni personali. Il posto vacante è stato in seguito preso da Michał Łapaj, annunciato il 4 dicembre. Out of Myself è stato infine distribuito il 15 dicembre dello stesso anno e comprende nove brani, cinque dei quali originariamente pubblicati nel demo omonimo.
Nel febbraio 2004 i Riverside hanno annunciato la firma con la Laser's Edge, che il 21 settembre ha ripubblicato l'album negli Stati Uniti d'America e nel resto del mondo con una nuova copertina curata da Travis Smith.
Il 7 marzo 2005 è stato pubblicato in maniera indipendente l'EP Voices in My Head, composto da cinque inediti e tre brani registrati dal vivo al Traffic Club di Varsavia. Il disco, insieme a Out of Myself, è stato ripubblicato qualche mese più tardi dall'etichetta polacca Mystic Production, con la quale i Riverside firmarono un contratto il 20 giugno dello stesso anno.

### Second Life SyndromeeRapid Eye Movement(2005-2008)
In seguito il gruppo ha firmato un contratto con la Inside Out Music per la distribuzione dei propri dischi in Europa e in America. Il primo album pubblicato attraverso la nuova etichetta è stato Second Life Syndrome, uscito nel 2005 e che rappresenta il seguito della storia narrata nel precedente Out of Myself.
Nel corso del 2007 i Riverside hanno presentato il terzo album in studio Rapid Eye Movement, ultimo capitolo della trilogia da loro denominata Reality Dream. Da esso sono stati estratti i singoli 02 Panic Room e Schizophrenic Prayer. Nel 2008 il gruppo ha svolto una tournée celebrativa della trilogia, culminata con un concerto a Łódź, in seguito immortalato nell'album dal vivo Reality Dream.
Nel giugno 2008 Mariusz Duda ha annunciato la creazione del progetto parallelo Lunatic Soul con l'intento di incidere materiale non adatto allo stile dei Riverside, aggiungendo comunque che esso «non avrebbe assolutamente cambiato la gerarchia dell'importanza di questi ultimi». Il primo disco da lui pubblicato, l'omonimo Lunatic Soul, è stato reso disponibile il 13 ottobre dello stesso anno.

### Anno Domini High Definitione i primi dieci anni (2009-2011)

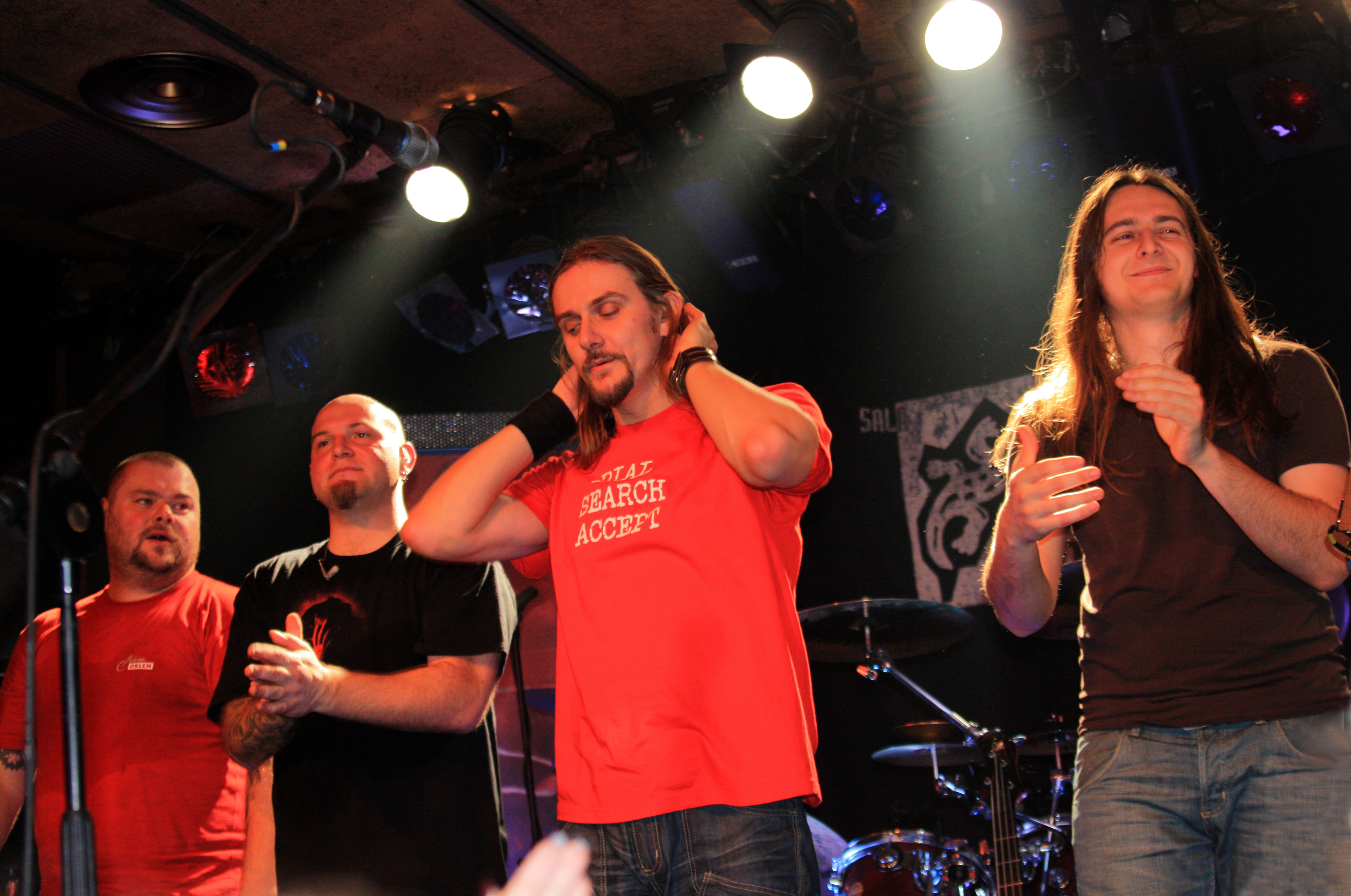
I Riverside in concerto a Barcellona nel 2009

Nel gennaio 2009 i Riverside hanno rivelato di essere al lavoro sul quarto album, da loro intitolato Anno Domini High Definition e programmato per il mese di giugno dello stesso anno; come spiegato da Duda, il disco è stato registrato presso gli Studio X di Olsztyn (allontanandosi pertanto dallo storico Serakos Studio di Varsavia) e avrebbe compreso cinque brani «energici e multiformi» con una tematica incentrata «sulla modernità liquida, la vita in una fretta costante, lo stress e l'ansia per il futuro». Il 16 aprile sono stati rivelati data di uscita e lista tracce, oltre al fatto che avrebbe avuto una lunghezza complessiva di 44:44 minuti.
L'album è stato pubblicato il 15 giugno in Polonia e quattro giorni più tardi nel resto del mondo ed è stato reso disponibile in edizione standard e speciale, quest'ultima comprensiva di un DVD bonus con un estratto dal loro tenuto dal gruppo ad Amsterdam nel dicembre 2008. Anticipato da Egoist Hedonist (reso disponibile in versione ridotta su Myspace l'8 maggio), il disco si è rivelato un successo per i Riverside, conquistando la vetta della classifica polacca degli album, così come il relativo tour, che li ha visti esibirsi in gran parte dei paesi europei tra settembre e dicembre per un totale di oltre 40 date; la tournée è poi proseguita tra aprile e maggio 2010.

Il 5 maggio 2011 è uscito l'EP Memories in My Head, composto da tre brani e volto a celebrare i primi dieci anni di carriera del gruppo. Come spiegato da Duda, la pubblicazione è un omaggio alle prime composizioni del gruppo, di stampo più rock progressivo:
(Mariusz Duda)

### Shrine of New Generation Slaves(2013)
Il 21 gennaio 2013 i Riverside hanno pubblicato il quinto album Shrine of New Generation Slaves, anticipato un mese prima dal singolo Celebrity Touch. Il disco ha rappresentato un'ulteriore novità per il gruppo, che si è allontanato dalle sonorità progressive metal di Anno Domini High Definition in favore di sonorità più rock e di testi più ricercati, prediligendo la forma canzone (come sottolineato dal gruppo nella scelta del titolo, il cui acronimo è appunto Songs). Per la promozione dell'album, il gruppo ha intrapreso il New Generation Tour, svoltosi in Europa e America del Nord tra maggio e novembre 2013.

### Love, Fear and the Time Machine, morte di Grudzińki (2015-2017)
Il 4 settembre 2015 è stata la volta del sesto album Love, Fear and the Time Machine, che mostra una continuità nella svolta melodica del gruppo e si caratterizza da sonorità che omaggiano la musica degli anni settanta e ottanta. Esso è stato promosso dal lyric video di Discard Your Fear e dal video di Found (The Unexpected Flaw of Searching), oltre a un'estesa tournée mondiale che ha visto i Riverside esibirsi anche in diversi festival. Una di queste date, ovvero il concerto di Tilburg, è stato registrato e pubblicato due anni più tardi nell'album dal vivo Lost 'n' Found - Live in Tilburg.
La tournée sarebbe dovuta proseguire anche nell'anno seguente, ma il 21 febbraio 2016 il chitarrista Piotr Grudzińki è morto a causa di un attacco cardiaco fulminante.
Il 23 settembre 2016 il gruppo ha annunciato di proseguire la propria attività musicale come trio, senza quindi cercare un nuovo chitarrista. Un mese più tardi è uscita Eye of the Soundscape, raccolta di tutti i brani strumentali elettronici realizzati tra il 2007 e il 2015 con l'aggiunta di quattro inediti, gli ultimi composti con Grudzińki.
Nel 2017 i Riverside sono tornati a esibirsi dal vivo per omaggiare la memoria del chitarrista con il Towards the Blue Horizon Tour, accompagnati alla chitarra da Maciej Meller, chitarrista dei Quidam ed amico di lunga data di Duda.

### Wasteland, ingresso di Meller (2018-2020)

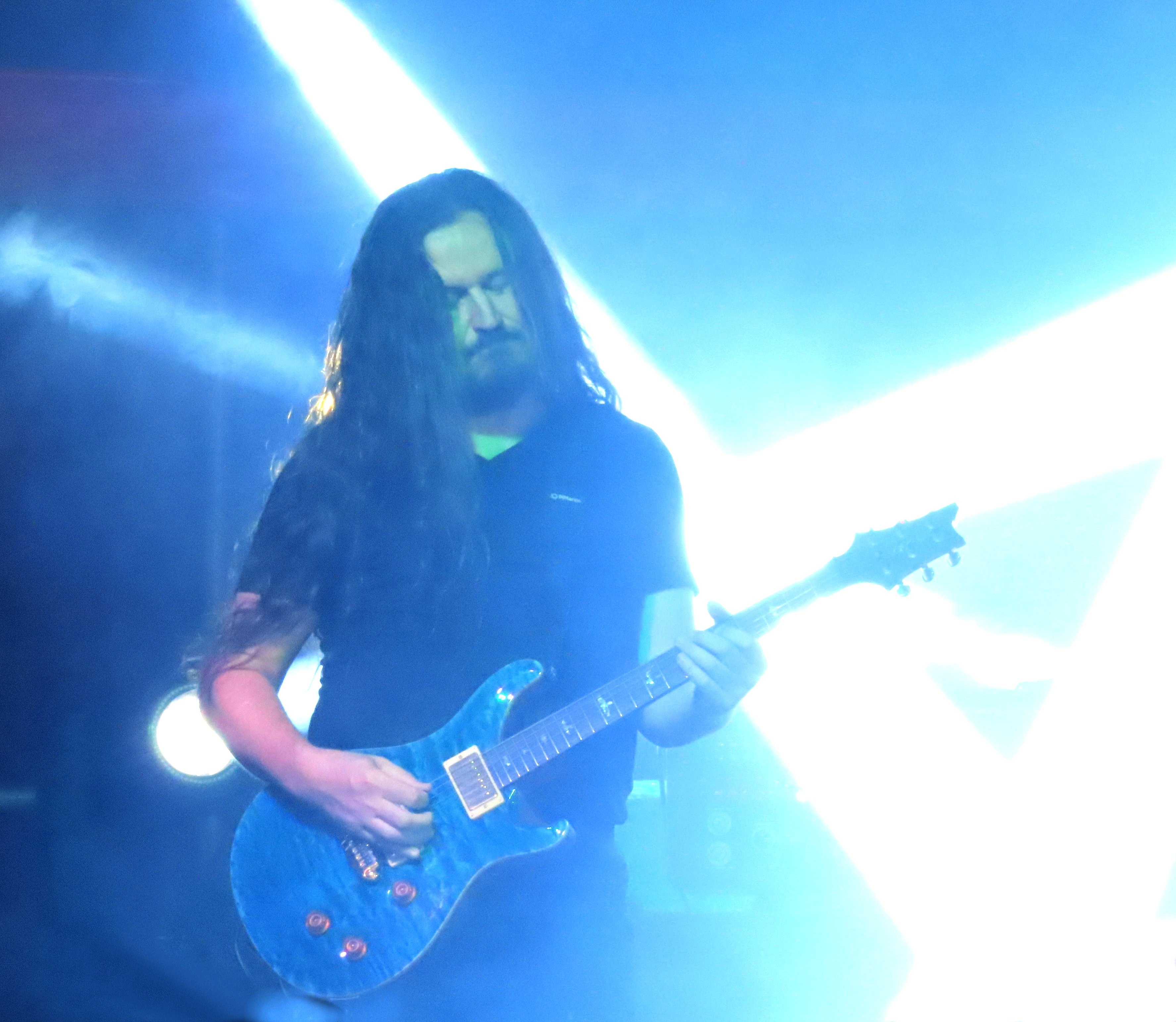
Maciej Meller, chitarrista del gruppo dal 2020

Il 28 settembre 2018 i Riverside hanno pubblicato il settimo album in studio Wasteland, anticipato dall'uscita di tre singoli: Vale of Tears, River Down Below e Lament. I nove brani del disco hanno segnato un ritorno alle sonorità progressive metal dei primi anni, sebbene intrecciate alle parti melodiche tipiche delle pubblicazioni più recenti, e con testi riguardanti tematiche post-apocalittiche e più indirettamente lo stato d'animo del gruppo a seguito della scomparsa di Grudzińki:
(Mariusz Duda)
A curare le parti di chitarra sono stati lo stesso Duda (il quale ha eseguito anche gli assoli in due brani), Mateusz Owczarek e il turnista Maciej Meller, nuovamente confermato dal gruppo per il relativo tour.
Il disco è stato promosso successivamente da un'estesa tournée mondiale che ha visto il gruppo esibirsi inizialmente in Europa tra fine 2018 e inizio 2019, e successivamente in America del Nord a maggio e giugno 2019. Nel mese di settembre hanno intrapreso una speciale tournée in Germania e Polonia, estendendola nel resto d'Europa agli inizi del 2020. Il 1º dicembre 2020 è stato pubblicato l'album dal vivo Wasteland Tour 2018-2020, contenente l'audio tutti i brani eseguiti durante il tour e il video del concerto tenuto nel 2018 a Oberhausen.
Il 1º febbraio 2020 i Riverside hanno annunciato l'ingresso di Meller come componente ufficiale della formazione, ritornata un quartetto.

### Progetti solisti, ventesimo anniversario (2020-2022)
A causa della pandemia di COVID-19 i Riverside sono stati costretti a cancellare le restanti date del Wasteland Tour. Ciò ha permesso ai vari componenti del gruppo di dedicarsi ad altri progetti. Il primo è stato Duda, che a marzo 2020 ha lanciato il singolo di debutto The Song of a Dying Memory come parte di una serie di «brani sottocutanei» o «brani aderenti», caratterizzati da sonorità e cantato più soft; ad agosto ha reso disponibile il secondo singolo legato alla serie, Are You Ready for the Sun. Nel 2020 Duda ha inoltre pubblicato gli album Through Shaded Woods a nome Lunatic Soul (il settimo complessivo) e Lockdown Spaces a suo nome: quest'ultimo, creato durante le sessioni di registrazione di Through Shaded Woods, ha segnato l'inizio della Lockdown Trilogy, una serie di album di musica elettronica comprensiva anche di Claustrophobic Universe e Interior Drawings, entrambi distribuiti durante il 2021.
A giugno 2020 Łapaj ha presentato il singolo Breathe, seguito a novembre dall'EP Sessions; nel luglio 2021 ha invece pubblicato l'album di debutto Are You There. Il 18 settembre 2020 Meller ha pubblicato il suo album Zenith, caratterizzato da sonorità rock progressivo e che ha visto la partecipazione di Krzysztof Borek alla voce, Robert Szydło al basso, Łukasz Damrych alla tastiera e Łukasz Sobolak alla batteria.
Nell'estate 2021 il gruppo ha intrapreso una breve tournée di quattro date atta a celebrare i loro vent'anni di carriera e durante la quale è stata eseguita per la prima volta l'inedito Story of My Dream, la prima pubblicazione registrata con Meller in qualità di componente ufficiale. Il brano è stato pubblicato come singolo il 27 ottobre dello stesso anno e ha anticipato la raccolta Riverside 20 - The Shorts & the Longs, reso disponibile il 19 novembre seguente e contenente una selezione di oltre trenta brani tratti dal loro repertorio. Tra aprile e maggio 2022 la tournée Riverside 20 ha toccato anche l'America, passando inizialmente per gli Stati Uniti d'America e in seguito anche in Messico, Cile e Brasile, mentre nel mese di settembre il gruppo si è spostato in Europa.

### ID.Entity(2022-presente)

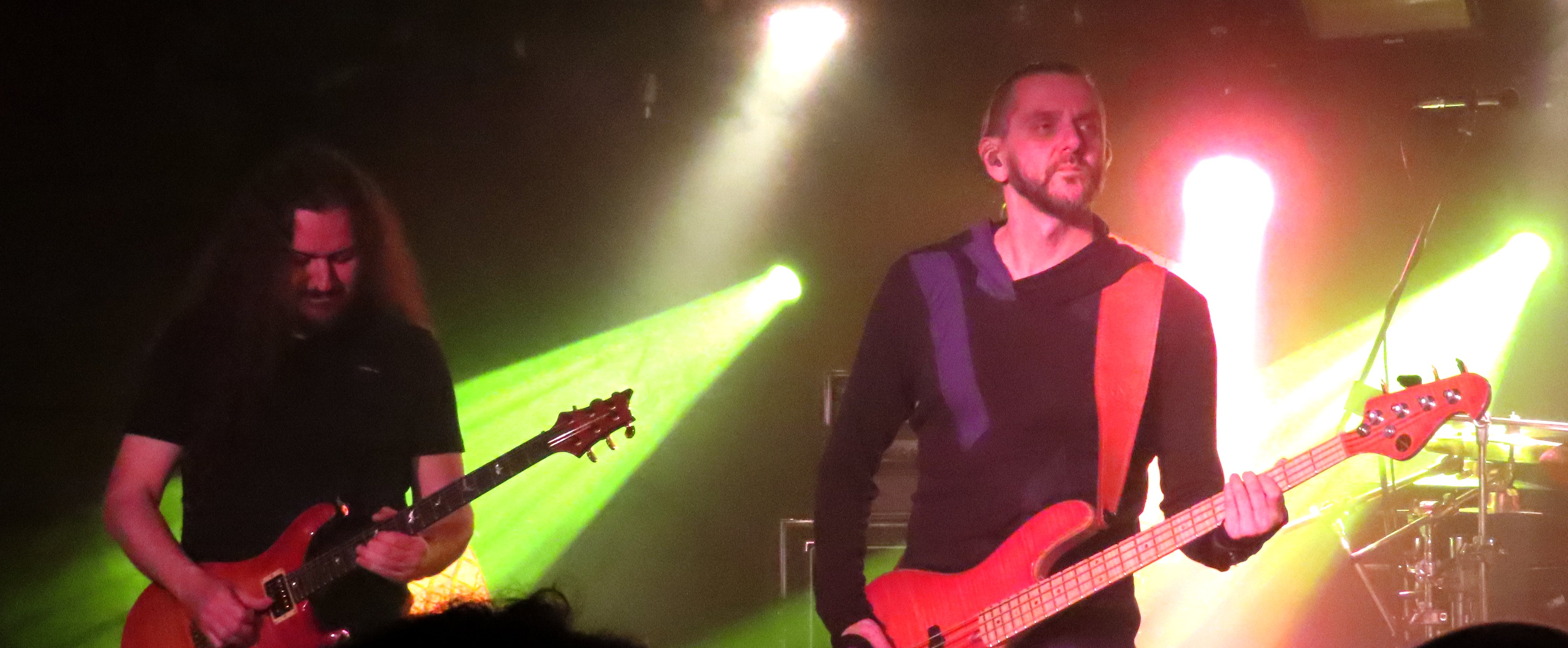
Meller e Duda durante un'esibizione del gruppo a Birmingham nel 2023

Nel corso della primavera del 2022 i Riverside hanno rivelato di aver iniziato la composizione di nuovo materiale per un ottavo album in studio, la cui uscita sarebbe avvenuta per il mese di gennaio 2023. Le sessioni di registrazione, avvenute in un arco compreso di circa tre mesi (precisamente tra il 7 giugno e il 30 agosto), hanno avuto inizio presso il Boogie Town Studio di Otwock: si tratta della prima volta dai tempi di Anno Domini High Definition che il gruppo ha deciso di cominciare le sessioni in uno luogo differente dallo studio Serakos di Varsavia. Nella metà di agosto, durante l'ultima settimana della fase di missaggio, Duda ha rivelato che il disco avrebbe presentato sette brani (più due strumentali per l'edizione speciale) e che i testi avrebbero affrontato in gran parte tematiche di attualità.
Il 21 ottobre sono stati rivelati sia il titolo dell'album, ID.Entity, che la data di uscita, fissata al 20 gennaio 2023; contemporaneamente è stato diffuso il primo singolo I'm Done with You e il relativo video. Come ulteriore anticipazione sono stati pubblicati i singoli Self-Aware (29 novembre 2022) e Friend or Foe? (10 gennaio 2023), entrambi distribuiti in versione ridotta rispetto a quelle presenti nel disco.
A partire da febbraio 2023 la formazione ha intrapreso la prima parte della tournée mondiale incentrata sull'album, esibendosi tra Canada e Stati Uniti d'America tra il 17 febbraio e il 21 marzo. Dopodiché hanno fatto ritorno in Europa dove il tour è stato suddiviso in tre parti denominate Spring Edition (svoltasi dal 16 aprile al 1º maggio), Summer Edition (avvenuta tra il 17 giugno e il 30 luglio) e Autumn Edition (dal 24 settembre fino al 29 ottobre).

## Formazione
Attuale
- Piotr Kozieradzki – batteria (2001-presente)
- Mariusz Duda – voce, basso, chitarra acustica (2001-presente)
- Michał Łapaj – tastiera, cori (2003-presente)
- Maciej Meller – chitarra (2020-presente)[68]

Ex-componenti
- Jacek Melnicki – tastiera (2001-2003)
- Piotr Grudziński – chitarra (2001-2016)

Turnisti
- Matteo Bassoli – basso occasionale (2018-2020)

## Discografia

### Album in studio
- 2003 – Out of Myself
- 2005 – Second Life Syndrome
- 2007 – Rapid Eye Movement
- 2009 – Anno Domini High Definition
- 2013 – Shrine of New Generation Slaves
- 2015 – Love, Fear and the Time Machine
- 2018 – Wasteland
- 2023 – ID.Entity

### Album dal vivo
- 2008 – Reality Dream
- 2017 – Lost 'n' Found - Live in Tilburg
- 2020 – Wasteland Tour 2018-2020
- 2025 – Live ID.

### Raccolte
- 2011 – Reality Dream Trilogy
- 2016 – Eye of the Soundscape
- 2021 – Riverside 20 - The Shorts & the Longs